# Glycaspis dulcieana
Glycaspis dulcieana är en insektsart som beskrevs av Moore 1989. Glycaspis dulcieana ingår i släktet Glycaspis och familjen rundbladloppor. Inga underarter finns listade i Catalogue of Life.